# Biolistique

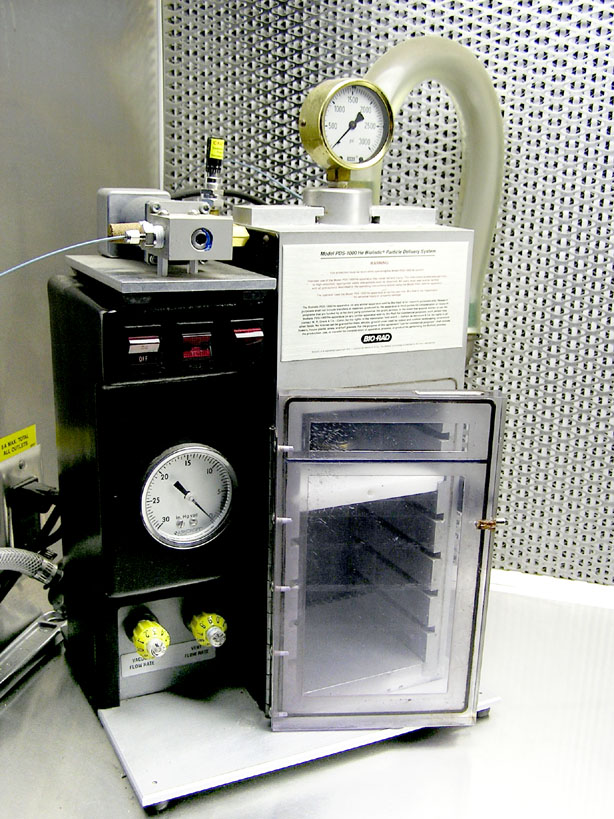
Canon à ADN

La biolistique est une méthode de transfert direct de gène dans une cellule, afin de créer des organismes transgéniques. C'est la méthode de transfert direct la plus utilisée pour transformer des cellules végétales. Elle consiste à propulser le gène d'intérêt dans les cellules à l'aide d'un canon à ADN, ce qui modifiera l'ADN des cellules.
Le terme biolistique dérive d'un jeu de mots avec le mot balistique et le mot biologie.

## Principes
On utilise des microbilles de métal enrobées d’ADN (billes d’or ou de tungstène d'un micromètre de diamètre). Elles sont projetées à très grande vitesse sur les cellules à modifier afin de traverser leur paroi. Ces billes seront progressivement ralenties en traversant les différentes couches cellulaires. Quelques-unes des cellules atteintes vont alors intégrer spontanément les gènes dans leur génome. Mais le noyau de la cellule intègre l'ADN de façon aléatoire. 
Suivant les espèces, la période avant d'obtenir une lignée transgénique stable peut varier de quelques jours à plusieurs mois. Cette méthode est également utilisée pour effectuer la transformation des génomes des organites, chloroplastes ou mitochondries. La transformation par biolistique est une solution de substitution intéressante à la transformation des plantes par Agrobacterium tumefaciens, car elle ne nécessite pas de séquences exogènes pour permettre l'intégration du fragment d'ADN.